# Sericoides vestita
Sericoides vestita är en skalbaggsart som beskrevs av Germain 1863. Sericoides vestita ingår i släktet Sericoides och familjen Melolonthidae. Inga underarter finns listade i Catalogue of Life.